# Harry Rozema
Harm (Harry) Rozema (Appingedam, 9 april 1934 – aldaar, 22 juni 2025) was een Nederlands waterbouwkundige.

## Leven
Hij was zoon van Anne Haverkamp en waterbouwkundige, opzichter en architect Pieter Rozema. Zijn vader, zijn oom Evert en zijn grootvader Harm Rozema waren ook al betrokken bij het waterschap Fivelingo. Hijzelf was getrouwd met onderwijzeres Magdalena Altsje (Magda) Lutmers.
In 1955 slaagde Rozeman voor zijn examen weg- en waterbouwkunde aan de Middelbare technische school in Groningen. In 1958 volgde het diploma bouwkunde aan Academie Minerva afdeling Hogere technische school (HTS). Hij bracht zijn werkende leven vanaf 1957/1958 door bij waterschap Fivelingo en de opvolger daarvan waterschap Eemszijlvest. Daarnaast trad hij op als adviseur bodemdaling voor waterschap Hunze en Aa's, de opvolger van Eemszijlvest. 
Rozema roerde zich ook in het plaatselijk leven. Zo was hij voorzitter van een woningstichting, had ook zitting in de landelijke woningraad en was beschermer van historische gebouwen in Appingedam. Hij zorgde er tevens voor dat er een beeld kwam ter nagedachtenis aan Ede Staal.

## Eerbetonen
Zijn naam werd verbonden aan het in 2000 opgeleverde Gemaal Rozema in Termunterzijl, dat noodzakelijk was juist door de bodemdaling. Voorts was hij ridder in de Orde van Oranje-Nassau en in het bezit van de Penning van verdienste van de gemeente Delfzijl.
Hij overleed op 91-jarige leeftijd en de afscheidsreceptie werd gehouden in het crematorium Stilleweer in Appingedam.